# SN 2008fu
SN 2008fu – supernowa typu Ia odkryta 25 września 2008 roku w galaktyce E480-IG21. W momencie odkrycia miała maksymalną jasność 17,40m.